# Pseudocellus gertschi
Pseudocellus gertschi är en spindeldjursart som först beskrevs av Márquez och Conconi 1974.  Pseudocellus gertschi ingår i släktet Pseudocellus och familjen Ricinoididae. Inga underarter finns listade i Catalogue of Life.